# Viola di mare
Viola di mare es una película Italiana de 2009 dirigida por Donatella Maiorca y basada en la novela Minchia di Re del escritor y periodista italiano Giacomo Pilati, quien además colaboró con los diálogos del film.
La historia transcurre a mediados del siglo XIX en un pequeño pueblo de una isla cercana a la costa de Sicilia en donde una joven es obligada por sus padres a travestirse por ser homosexual.

## Argumento
La historia de Viola di mare transcurre en un pueblo ubicado en la Isla Favignana en la segunda mitad del siglo XIX. Allí Angela (Valeria Solarino) y Sara (Isabella Ragonese) viven una infancia difícil: Angela tiene un padre autoritario y violento, capataz en una cantera de tufo volcánico y el hombre más poderoso del lugar, mientras que Sara ve por última vez al suyo cuando los Camisas rojas se lo llevan contra su voluntad. Con la ausencia del padre y al no tener medios para subsistir, Sara es enviada a servir a la Baronesa (Lucrezia Lante della Rovere), creciendo alejada de la isla y retornando a ella alrededor de sus 20 años.
Al reencontrarse, ambas mujeres se enamoran y con el tiempo comienza un romance que mantienen oculto hasta que el padre de Angela compromete a su hija con Ventura (Corrado Fortuna), un joven de la isla. Angela, no dispuesta a ceder ante un matrimonio convenido que no acepta, en medio de una discusión le dice a su padre que ama a Sara. Su padre reacciona encerrándola en una cueva a la cual solo permite que entre su tía Agnese (Maria Grazia Cucinotta) para alimentarla. El tiempo pasa y ella permanece privada de la libertad hasta que su madre, Lucia (Giselda Volodi), decide actuar, hablando con el cura del pueblo para que cambie los registros de nacimiento con el fin de convertir a Angela en Angelo. Tras convencer al párroco y a su marido, Angela es liberada de su encierro y obligada a vestirse y actuar como hombre. De esta manera Angela puede acercarse nuevamente a Sara y casarse con ella. A partir de esta unión y los resquemores que suscitan en el pueblo que se ve obligado a aceptar a Angela como hombre, los acontecimientos se desarrollan hasta llegar a un trágico final.

## Reparto
- Valeria Solarino: Angela / Angelo
- Isabella Ragonese: Sara
- Maria Grazia Cucinotta: Agnese
- Ester Cucinotti: Concetta
- Ennio Fantastichini: Salvatore
- Corrado Fortuna: Ventura
- Marco Foschi: Tommaso
- Lucrezia Lante della Rovere: Baronesa
- Gionata Maiorca: Prisionero
- Alessio Vassallo: Nicolino
- Giselda Volodi: Lucia